# Arrondissement Montdidier
Montdidier is een arrondissement van het Franse departement Somme in de regio Hauts-de-France. De onderprefectuur is Montdidier.

## Kantons
Het arrondissement was tot 2014 samengesteld uit de volgende kantons:
- Kanton Ailly-sur-Noye
- Kanton Montdidier
- Kanton Moreuil
- Kanton Rosières-en-Santerre
- Kanton Roye

Na de herindeling van de kantons van 2014 met uitwerking in maart 2015 zijn dat :
- Kanton Ailly-sur-Noye (deel 22/54)
- Kanton Ham (deel 6/67)
- Kanton Moreuil (deel 42/43)
- Kanton Roye